# Ascendancy (film)
Ascendancy è un film del 1982 diretto da Edward Bennett.
Vinse l'Orso d'oro al Festival di Berlino.